# Die Eisfee
Die Eisfee (Originaltitel: russisch Ледяная внучка, Ledjanaja wnutschka) ist ein sowjetischer Märchenfilm aus dem Jahr 1980. Als Filmmusik dienten u. a. Peter Tschaikowskis 1. Sinfonie („Winterträume“) sowie die Sinfonische Dichtung „Francesca da Rimini“.

## Handlung
Als Großmütterchen Katarina für sich und Großväterchen Jeremej Holz im Wald sucht, trifft sie die Eisfee Ljuba, eine Enkelin von Väterchen Frost, und nimmt sie sogleich als Enkelin auf; fleißig hilft diese von da an im Haushalt mit.
Als Ljuba beim Töpfer Gridja Glut holen soll, erfährt sie von ihm von der Existenz des Sommers und wird neugierig, diesen selbst zu erleben. Gridja verliebt sich in sie und verspricht, für sie sogar sein Leben zu geben.
Der Fürst kommt ins Dorf, um nach einer Braut Ausschau zu halten. Zur Freude der Großeltern fällt seine Wahl auf Ljuba. Diese lässt sich jedoch von Gridja mitnehmen, wird allerdings von den Dorfbewohnern zum Fürsten zurückgebracht. Ljuba will sogleich den Palast des Fürsten verlassen, der hingegen lässt sie nicht gehen; die Großeltern zwingt er indessen, in der Küche für ihn zu arbeiten.
In der Zwischenzeit dringt Gridja in den Palast des Fürsten ein, um Ljuba zu befreien. Der Fürst behauptet jedoch, Ljuba hätte sich aus freien Stücken für ihn entschieden.
Wenig später erscheint Ljuba im Dorf und versucht vergeblich, dem enttäuschten Gridja die wahren Hintergründe zu erklären. Voller Trauer kehrt sie zu ihren Schwestern in die Welt zurück, aus der sie gekommen ist. Als Eisfee erscheint sie dem Fürsten und verwandelt ihn und das ganze Schloss in Eis. Als die Großeltern Gridja von der Lüge des Fürsten erzählen, erklärt er Ljuba, dass er sich geirrt hat und sie liebt, woraufhin Ljuba sich in einen Menschen zurückverwandelt.
Es wird Frühling; Ljuba und Gridja werden ein glückliches Paar.

## Veröffentlichung
Die Eisfee kam am 30. Dezember 1980 in die sowjetischen Kinos. Am 30. Oktober 1981 lief der Film in den Kinos der DDR an und am 27. Dezember 1981 wurde er erstmals im Fernsehen der DDR auf DFF 1 gezeigt. Im bundesdeutschen Fernsehen erschien er erstmals am 12. Dezember 1993 auf ORB. 1995 wurde er auf Video veröffentlicht.

## Synchronisation
Den Dialog der DEFA-Synchronisation schrieb Egon Sartorius, die Regie übernahm Marion Schöneck.
| Rolle               | Darsteller          | deutscher Sprecher  |
| ------------------- | ------------------- | ------------------- |
| Ljuba, die Eisfee   | Swetlana Orlowa     | Elke Wieditz        |
| Gridja              | Andrei Gradow       | Thomas Schneider    |
| Großmutter Katarina | Ljudmila Schagalowa | Barbara Lotzmann    |
| Großvater Jeremej   | Boris Saburow       | Fred-Arthur Geppert |
| Fürst               | Albert Filosow      | Detlef Heintze      |
| Timoschka           | Waleri Dolschenkow  | Volker Dallüge      |
| Nastasja            | Olga Grigorjewa     | Renate Birr         |
| Brautwerber         | Wladimir Nikitin    | Karl Albert         |

## Kritiken
- „Die Liebe zu den Menschen läßt aus einem Schneeflöckchen ein Mädchen werden. Fürstliche Intrigen treiben es in das Reich des ewigen Eises zurück, aus dem es erst die Liebe eines Töpfers erlöst. Streng der Tradition verpflichtete, auf einschlägige Klischees vertrauende Verfilmung eines russischen Volksmärchens.“ – Lexikon des internationalen Films[3]